# Кубок Ліхтенштейну з футболу 1998—1999
Кубок Ліхтенштейну з футболу 1998—1999 — 54-й розіграш кубкового футбольного турніру в Ліхтенштейні. Титул здобув Вадуц.

## Перший раунд
| Команда 1        | Рахунок | Команда 2       |
| ---------------- | ------- | --------------- |
| Бальцерс II      | 0–4     | Шан             |
| Шан II           | 0–12    | Вадуц           |
| Ешен-Маурен II   | 1–2     | Вадуц Португезе |
| Трізен Еспаньйол | 2–5     | Вадуц-2         |
| Шан Аццуррі      | 0–2     | Бальцерс II     |
| Трізен           | 3–1     | Руггелль        |
| Трізенберг II    | 1–8     | Ешен-Маурен     |
| Трізенберг       | 4–0     | Руггелль II     |

## 1/4 фіналу
| Команда 1       | Рахунок | Команда 2   |
| --------------- | ------- | ----------- |
| Вадуц-2         | 0–8     | Ешен-Маурен |
| Вадуц Португезе | 0–3     | Бальцерс    |
| Трізенберг      | 0–1     | Шан         |
| Трізен          | 2–3     | Вадуц       |

## 1/2 фіналу
| Команда 1 | Рахунок | Команда 2   |
| --------- | ------- | ----------- |
| Шан       | 1–3     | Бальцерс    |
| Вадуц     | 5–1     | Ешен-Маурен |

## Фінал
| 13 травня 1999 |

| Вадуц                            | 3–2 | Бальцерс                |
| -------------------------------- | --- | ----------------------- |
| Гаслер 9' Д. Польверіно 73', 81' |     | Бюхель 20' Райдерер 44' |

| Райнпарк, Вадуц Глядачів: 2,100 |